# Phyllomys thomasi
Phyllomys thomasi (гігантський атлантичний деревний щур) — вид гризунів родини щетинцевих, який є властивим видом для острова Іля-де-Сау-Себастьяу (порт. Ilha de Sao Sebastiao), штат Сан-Паулу, Бразилія. Площа острова 336 км² й він на 80 % покритий атлантичним вологим лісом. Острів має нерівний рельєф до 1379 м над рівнем моря, панівна рослинність — широколистяні, вічнозелені тропічні ліси.

## Морфологія
Найбільший вид у роді Phyllomys. Самка, яку спіймав, а потім відпустив Олмос у 1997 році, мала таку морфометрію: довжина голови й тіла — 275, хвіст — 270 мм, вага 432 грами. Спинне хутро червонувато-коричневе з прожилками чорного, темніше по центру спини. Живіт від кремового до світло-сірого, поступово міняючи колір від боків. Остюки на крупі довгі (33 мм), порівняно вузькі (0,7 мм), сіро-коричневі при основі й чорні дистально, з тонким батогоподібним наконечником. Хвіст кремезний, покритий темно-каштановим волоссям до самого кінця, китиці немає.

## Поведінка
Гніздо влаштовує на дереві. У неволі живляться фруктами, але не листям.

## Загрози та охорона
Ліси, в яких живе цей гризун, зменшуються і фрагментуються. На острів завезені домашні кішки. На острові відбуваються вибіркові вирубки лісу, більша частина острова захищена як парк штату.